# Арфа Георгія

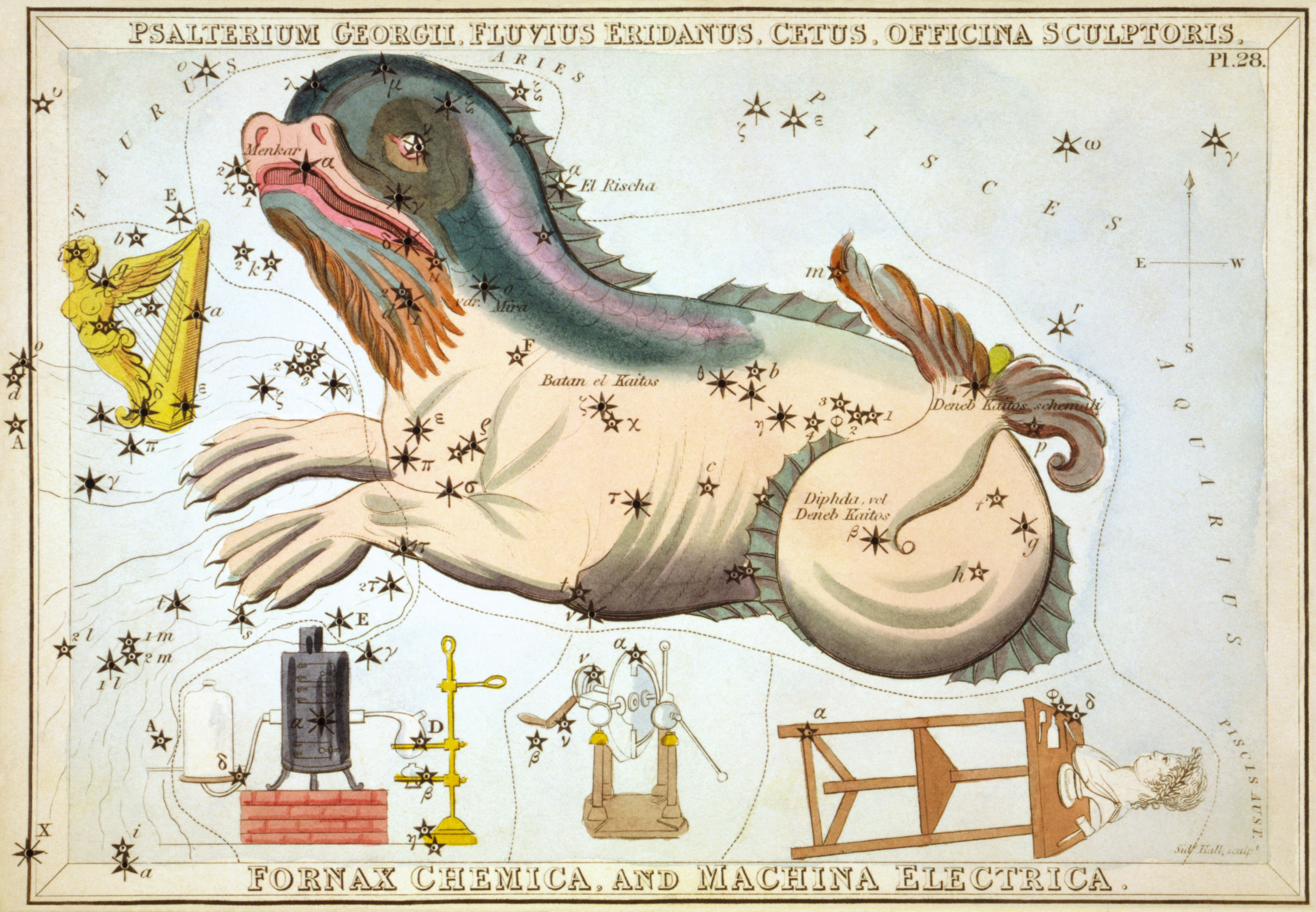
На цій картці з «Дзеркала Уранії» (1825) Лютня Георга зображена ліворуч, поруч із Китом.

Арфа Георгія (лат. Harpa Georgii) — колишнє, нині відмінене сузір'я, створене Максиміліаном Геллом у 1789 році на честь короля Великої Британії Георга III. Йоганн Боде зобразив сузір'я у своєму атласі «Уранографія» 1801 року. Сузір'я було створене із зір у північній частині Ерідана та знаходилося поруч із сузір'ям Тельця, включало зорю 10 Тельця. Зараз це сузір'я не використовують.